# Кульженко, Стефан Васильевич

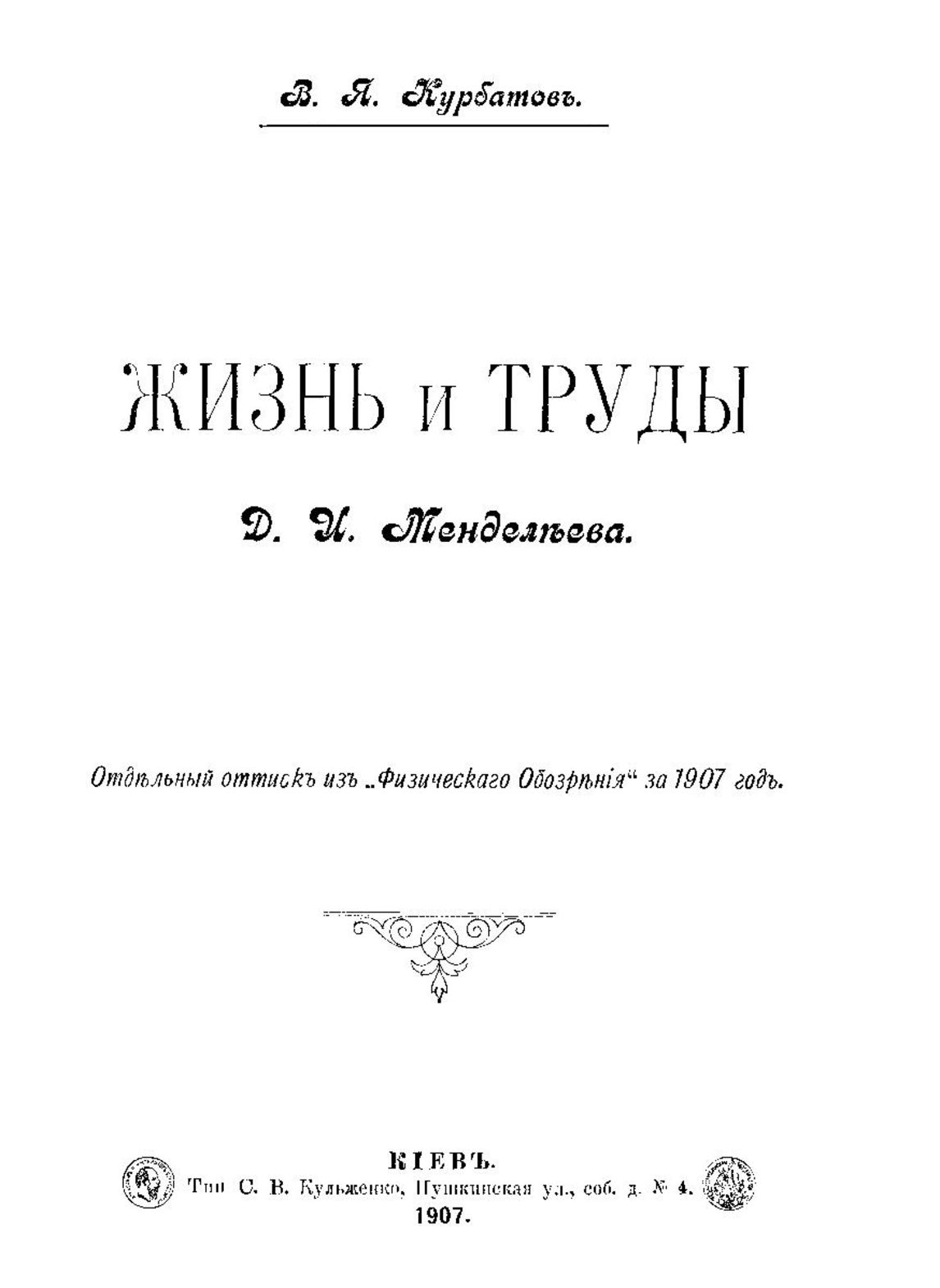
Обложка книги, изданной в типографии С. В. Кульженко

Стефа́н Васи́льевич Кульже́нко (24 декабря 1837 — 16 января 1906) — киевский печатник и книгоиздатель, основатель и владелец «Типографии С. В. Кульженко».

## Биография
Родился в семье казака в Барышевке. В 1840 году семья переехала в Киев. Его отец торговал вином, мать умерла, когда ему было 7 лет.
После смерти матери воспитывался у родственницы. Около года учился дома под присмотром учителя, потом его отвезли в Киев, где он сначала два года учился в частном пансионе Полонского на Печерске (ук.), а после поступил в духовное училище при Софийском соборе. После смерти опекунши вынужден был покинуть училище, потому что отец не имел возможности оплачивать его обучение.
В июле 1848 года, случайно попав в книжную лавку и пообщавшись с её владельцем — венгром И. Вальнером, стал на 7 лет одним из 16 учеников при его типографии. На то время в Киеве было 5 типографий; все ученики были на полном содержании предприятия.
Обнаружил смекалку и сноровку, привлекался как наставник к работам в типографии при Киево-Печерской лавре.
В 1855 году, по окончании учёбы, остался работать в типографии И. Вальнера. После банкротства последнего стал машинистом в типографии при Губернском управлении, а затем — в типографии Гаммершмидта.
Живя в доме Гаммершмидта, овладел немецким языком. Любил музыку и пение, чтобы слушать их, часто ходил в костёл.
В 1858 году стал управляющим в небольших по мощности литографии и типографии А. Сементовского (последний выпускал альбомы рисунков и журнал «Древности и достопримечательности г. Киева»).
В октябре 1859 года женился на престижной киевской модистке П. Ткаченко. Она купила дом на углу Крещатика и Трехсвятительской, в который и перебрался Кульженко.
Когда у владельца типографии возникли серьезные финансовые проблемы, Кульженко, чтобы улучшить своё материальное положение, при содействии своего одноклассника по обучению у И. Вальнера — Буткевича — стал сначала конторщиком (октябрь 1862), в 1863 году — управляющим в типографии родственника Буткевича И. Давыденко (это была бывшая типография И. Вальнера). Предприятие Давыденко имело современное на то время оборудование (3 типографских и 4 литографических станка, 2 станка для конгревного тиснения, быстропечатающая машина), выполняло широкий ассортимент заказов.
Летом 1864 года, после отъезда И. Давыденко в Санкт-Петербург, по предложению последнего Кульженко взял его типографию в аренду на 10 лет (для этого предварительно нашел себе компаньона — В. Давиденко, родственника И. Давиденко, который внес большую часть залога за заключение договора об аренде). На полученные в кредит деньги приобрел дополнительное оборудование, а уже 1867 уехал в Германию и купил там новое оборудование.
В 1870 году — посетив Всероссийскую выставку в Санкт-Петербурге, приобрел паровой двигатель (использование таких в то время было ноу-хау для отечественной полиграфии), а вернувшись домой, попал на похороны жены, внезапно умершей от крупа.
Осенью 1871 года женился вновь.
В 1874 году — после того, как В. Давиденко, получив наследство, начал строить новую типографию, Кульженко стал единоличным арендатором типографии И. Давиденко ещё на 6 лет. В этом же году в типографии Кульженко увидели свет переведенные М. Старицким на украинский язык «Сказки Андерсена» с предисловием и иллюстрациями Николая Мурашко.
Конец 1875 — открыл на Крещатике свой первый «писчебумажный магазин», который впоследствии превратился в популярный среди киевлян книжный магазин.
В 1876 году посетил Париж, Вену и Берлин, где приобрел новое оборудование. Вернувшись домой, открыл фабрику конторских книг.
Весной 1879 года приобрел у В. Тарновского участок земли в Киеве (ныне это территория дома № 4 по ул. Евгения Чикаленко, тогда Новоелизаветинской) по цене 8 руб за 1 квадратный сажень (площадь — 666 кв. саженей) и начал там строительство новой типографии.
15 августа 1880 года — завершил строительство типографии (её здание сгорело 1941).
В 1882 году впервые демонстрировал продукцию своих предприятий (конторские книги, кожаные изделия, монограммы) на Всероссийской выставке в Москве и получил Большую серебряную медаль. В 1886, 1895, 1896 годах его продукцию также отмечали серебряными и золотой медалями.
1884 — открыл стереотипное отделение типографии.
1885 — открыл отделение по изготовлению конвертов.
1886 — открыл отделение по производству коробок. Наладил также выпуск отрывных календарей.
1886 — начал печатать ежедневную газету «Киевское слово» (выходила до 1905 году, после закрытия властями возобновилась под названием «Новый век», но 1906 года была закрыта окончательно; в газете печатался А. Куприн, именно здесь впервые увидели свет его «Миниатюры» и «Киевские типы»).
1886 — купил у профессора анатомии В. Беца фототипию (в то время она была единственной в Юго-Западном крае Российской империи). Кульженко исполнял на ней заказы для Одессы, Харькова, Полтавы, Нежина, даже Москвы.
1897 — выкупил типографию у Киевского университета.
Одним из первых на Украине применил способ плоской печати — литографию.
До 1890-х годов у Кульженко работали около 80 человек, а уже через несколько лет — более 200. В 1905 году на его предприятиях обучалось 35 учащихся. К таким действиям подталкивала острая конкуренция между печатниками в условиях всевозрастающего спроса на печатную продукцию — в конце 19 века в Киеве действовало 25 типографий, причём несколько из них были самыми мощными в Российской империи.
Полиграфический комплекс Кульженко объединял собственно типографию, две словолитни, литографию, стереотипию, фототипия, гальванопластиковую мастерскую.
Будучи одним из первых, кто освоил печать цветных фотоиллюстраций, Кульженко на лучшем для своего времени уровне выпускал сложные издания (например, книга «Собор Святого и Равноапостольного князя Владимира в Киеве», 1898). К нему стали обращаться с престижными заказами, он стал конкурентом печатников Москвы, С.-Петербурга, Варшавы.
Не жалел усилий для общественных нужд. В 1898—1899 годах напечатал для Киевского общества грамотности литературу, предназначенную для широких слоев населения (произведения Т. Шевченко, М. Конопницкой, К. Станюковича). При типографии открыл общеобразовательную школу для взрослых. При его участии появилось «Общество вспоможение рабочих печатного дела», долгое время Кульженко был его председателем. Создал при типографии хор, в котором пел вместе со своими работниками (руководили хором лучшие профессиональные дирижеры Киева). Был активным членом Киевского русского драматического общества. Вместе с И. Чоколовим, Г. Фронцкевичем и К. Милевским инициировал создание и стал соучредителем в 1903 году Художественно-ремесленной учебной мастерской печатного дела Министерства торговли и промышленности с 3-летним курсом обучения для детей 12-16 лет, некоторое время преподавал там историю книгоиздательского дела.
1904 — в типографии Кульженко увидел свет сборник произведений украинских писателей «На вечную память Котляревскому».
1904 — приобрел на окраине Киева (рядом с Приоркой) несколько дачных участков и построил там дома для рабочих своей типографии (тогда ту местность называли «Кульженковскими дачами»).
Всего на его предприятиях было выпущено в свет более 1 тыс. названий книг. Современные специалисты печатного дела отмечают особенно высокое качество таких из них, как «Киев теперь и прежде» (автор — М. Захарченко, 1888; издание продавалось в трех вариантах: роскошный — 10 руб, в английской оправе — 6 руб, элементарный — 5 руб; книга переиздается до сих пор), «Собор св. Владимира в Киеве» (автор И. В. Александровский; содержит 42 больших фототипии и 105 фотоцинкографий в тексте; 1898), «История искусств» Шарля Байе (содержит 350 иллюстраций и 30 фототипичных таблиц; 1902), «Древности Приднепровья» (авторы — Богдан и Варвара Ханенко, 1899—1907). В типографиях Кульженко выпустили популярные в своё время альбомы видов Киева, Одессы, Житомира, Парижа, «Альбом художника Саврасова», «Альбом Киевской сельскохозяйственной и промышленной выставки 1896 года», «Иллюстрированный сборник Киевского литературно-артистического общества», вышедших произведения Тараса Шевченко, Ивана Нечуя-Левицкого, Елены Пчелки, сборник украинской поэзии «Цветочек», антология «Век», декламатор «Развлечение» и т. п., брошюра Ф. Рыльского (ук.) «О херсонские заработки, когда и как их искать, и стоит туда добраться по железной дороге или на пароходе»[1]. На его предприятиях, кроме «Киевского слова», печатали «Киевскую газету», журналы «Заря», «Земледелие», «Инженер», «Епархиальные ведомости», «Известия политехнического института», «Журнал Церковно-приходское школы».
Последние годы жизни болел, фактически передав управление своими типографиями старшему сыну Василию. В 1904 году Василий под псевдонимом В. С. Васильев издал книгу о своем отце, она содержит много личных воспоминаний о Кульженко.
Похоронен на Байковом кладбище (недалеко — могила Леси Украинки).
Попал в список 300 самых успешных предпринимателей империи, приведенном в юбилейном альбоме, который выдали к 300-летию царствования дома Романовых.

## Семья
- Василий (ук.) сначала заведовал фототипией, а после смерти отца унаследовал печатное предприятие. Его жена, Полина Аркадьевна (ук.), работала в Музее западноевропейского искусства. Во время немецкой оккупации её заставили сопровождать в Германию коллекцию музея, за что впоследствии была репрессирована советской властью.
- Сергей заведовал отцовским магазином на Крещатике.
- Алексей — работал врачом в больнице Покровского монастыря
- Михаил — присяжный поверенный.

Невестка — Елизавета Ивановна Мусатова-Кульженко (ук.).